# Huvenia
Huvenia es un género de plantas extintas de la familia de las Rhyniophyta aparecidas a finales del periodo silúrico y desaparecidas durante el devónico.

## Morfología
El gametófito de Huvenia poseía un tallo aéreo probablemente fotosintético con crecimiento dicótomo, aunque menos profuso que en otros representantes de las Rhyniófitas. En estos tallos han sido identificadas unas protuberancias de función desconocidas que han sido interpretadas como rizóforos.
En el extremo de los tallos erectos se localizaban los esporangios, unidades formadoras de esporas, unidos a los tallos mediante unas pequeñas ramificaciones. Estos esporangios poseían una morfología en espiral única en el grupo al que pertenece y que se desconoce si corresponde a su forma en vivo o es una modificación debida a la desecación o a las condiciones en las que se produjo la fosilización. Las esporas producidas en estos esporangios son clasificadas como pertenecientes a las especies Retusotiletes y Calamospora, muy usuales en el palinológico de la época.
El tallo erecto se continuaba en el sustrato con un rizoma horizontal con rizoides. Tanto en los elementos aéreos como en los subterráneos se localizaban una serie de traqueidas formando un sistema conductor muy simple. Es propio de toda la familia la presencia de traqueidas de tipo S caracterizadas por una serie de engrosamientos distribuidos a intervalos regulares en las paredes laterales que podrían corresponder a un patrón helicoidal o anular. A lo largo de todas las paredes de las traqueidas se encuentran distribuidos gran cantidad de pequeños poros.
No ha podido identificarse la fase gametófito de esta Huvenia a pesar de que se han encontrado multitud de fósiles de la especie. Es posible que estos gametófitos no hayan podido conservarse debido a la fragilidad de los tejidos que poseían. Aún con esto muchos autores apuntan la posibilidad de que el gametófito se correspondiera con la especie productora de gametangios conocida como Sciadophyton asociada a Huvenia en gran cantidad de yacimientos.